# Союз казаков на Дальнем Востоке
Союз казаков на Дальнем Востоке — русская эмигрантская организация на Дальнем Востоке, объединяющая белых казаков, существовавшая в межвоенный период и во время Второй мировой войны.

## Восточный казачий союз
После поражения белых войск в гражданской войне в России, в Китай, Корею и Японию бежали несколько тысяч казаков, в частности, забайкальские. На территории Китая они воссоздали свои станицы, в которых жили. 
В Харбине, где со времён строительства Китайско-Восточной железной дороги располагались администрация и Правление КВЖД и трудились в основном русские специалисты, была, пожалуй, самая подходящая среда для дальневосточных эмигрантов, в том числе и казаков. Китайская администрация не возражала против организации особых формирований, деятельность которых была направлена на защиту населения и сохранение порядка на территории отчуждения. Все эти обстоятельства были приняты во внимание лидерами казачества Харбина, когда в 1923 году создавался Восточный Казачий Союз (ВКС). Основную цель Союза его организаторы видели в повышении сплочённости казаков в Маньчжурии и активизации борьбы с большевиками. Некоторые представители Дона, Терека и Кубани с опаской восприняли идею объединения с дальневосточным казачеством. Их недоверие разделяли астраханцы и уральцы. Однако основная часть российских казаков в этом регионе поддержала вступление в Восточный Казачий Союз, приняв его Устав и Программу. После оккупации Маньчжурии японскими войсками члены Восточного Казачьего союза в 1933 году влились в ряды Союза казаков на Дальнем Востоке. Председателями правления и совета Восточного Казачьего союза в разное время были: полковник Г. В. Енборисов (1923 год), полковник Е. П. Березовский (с мая 1923 года), генерал-лейтенант Е. Г. Сычёв (с апреля 1933 года).

## Союз казаков на Дальнем Востоке и бывших чинов Дальневосточной армии
В августе 1934 году в Маньчжурии был создан Союз казаков на Дальнем Востоке и бывших чинов Дальневосточной армии. Основателями Союза были бывшие белые генералы Зубковский, Алексей Бакшеев, Лев Власевский и атаман забайкальских казаков Григорий Семёнов.
Первоначально центр Союза располагался в Харбине, затем в Хайларе.
Весной 1934 года появилась медаль (нагрудной знак) Союза.
Председателем организации стал походный атаман казачьих войск Урала, Сибири и Дальнего Востока Г. М. Семёнов, его заместителем генерал Алексей Бакшеев, а начальниками штаба-генерал Зубковский и генерал Лев Власевский. Во главе Союза стоял начальник, формально назначаемый Семёновым, а на самом деле Японской военной миссией. С конца 1930-х годов им был генерал-майор А. В. Зуев. С 20 декабря 1940 года начальник Дальневосточного союза казаков — генерал-майор А. П. Бакшеев. Организационно Союз делился на 2 отделения: Хайларское и Северо-китайское, которые подчинялись непосредственно председателю. Зато казачьи станицы, находившиеся в районе Харбина и вдоль восточной части Китайско-Восточной железной дороги, подчинялись штабу.
Основными задачами Союза было уничтожение большевистской власти в России путём гражданской войны, введение верховенства закона и порядка и представление интересов казачества в будущей «национальной России». Его текущая деятельность заключалась в ведении разведки против Советов и формировании боевых казачьих групп. Они патрулировали Восточно-китайскую железную дорогу и приграничную с СССР территорию. Они также участвовали в вооруженных конфликтах между Китаем и советами. Во время очередного конфликта в 1929 году атаман Г. Семёнов приступил к вербовке казаков с целью оказать помощь китайской армии, которые затем были эвакуированы в Амур и Сунгари. Однако из-за быстрого поражения китайцев в боях с Красной Армией казачьи воинские части не успели принять участие в этом походе. В конце 1934 года Союз участвовал в организации в Харбине Бюро по делам русских эмигрантов в Маньчжурии, во главе которого стоял генерал В. В. Рычков из ближайшего окружения генерала Семёнова.
Были изданы сборники: «Чураевка» (в ней публиковались сочинения молодых казачьих литераторов), «Россия» и т.д.
Конец деятельности Союза наступил в августе 1945 года в результате захвата Маньчжурии Красной Армией. Лидеры Союза были арестованы советскими службами безопасности, а через год казнены в СССР.